# 伊恩·斯塔福德·羅斯·芒羅
伊恩·斯塔福德·羅斯·芒羅 （英語：Ian Stafford Ross Munro，1919年—1994年）是一名澳大利亞魚類學家和海洋生物學家，於1943年至退休前一直在澳洲聯邦科學與工業研究組織工作。1963年起，他領導了卡奔塔利亞灣對蝦調查。芒氏沙鰧（Crapatalus munroi）即以他的名字命名。